# Джери Кантрел
Джери Фултън Кантрел Джуниър (на английски: Jerry Fulton Cantrell Jr.) младши е роден на 18 март 1966 г. в Такома, щата Уошингтън. Той е американски китарист, вокалист и композитор на песни от гръндж групата Алис ин Чейнс. Освен това пее и свири соло китара и в своите соло албуми.
Живее в Лос Анжелис, има семейно ранчо в Оклахома.
Записва за Roadrunner Records. Основни музикални влияния на Джери са Джими Хендрикс, Куинсрайк и Харт.
Джери е висок 1,85 м. През 2007 г. се снима за фотосесията на модната линия Sorum et Noce на Мат Соръм от Velvet Revolver.

## С Алис ин Чейнс
Джери Кантрел е китарист, вокалист (заедно с Лейн Стейли) и композитор в Алис ин Чейнс от създаването на групата през 1987 г.
През 2005 г. Алис ин Чейнс се събират в Сиатъл на благотворителен концерт за жертвите на опустошителните цунами в югоизточна Азия. Тогава вокалист е Pat Lachman от Damageplan. През 2006 Джери свири с колегите си от групата за концерт на VH1. За тези концерти групата свири с много гост-музиканти и певци, между които Wes Scantlin от Puddle of Mudd, Фил Анселмо от Пантера, Джеймс Хетфилд от Металика, Били Корган от Смашинг Пъмпкинс, Мейнард Джеймс Кийнън от Туул, и др.
Джери отново става част от групата, която тръгва на турне през 2006 г. в САЩ, Европа и Япония с нов вокалист, Уилям Дювал. Дъф Маккагън от Velvet Revolver се присъединява към Алис ин Чейнс за турнето.

## Соло албуми
Boggy Depot е първият солов албум на Джери Кантрел записан през 1998 г., излиза през април. За работата си по албума той се затваря в дома си за няколко месеца, не излиза и се вглъбява в емоционалното си състояние, като написва 25 песни.
Degradation Trip е вторият солов албум на Джери. Той излиза през юни 2002 г. Записан е с музиканти, които по това време са част от групата на Ози Озбърн: Майк Бордин (от Фейт Ноу Мор) на барабани и Robert Trujillo на бас китара. Няколко месеца по-късно, през ноември същата година излиза двоен албум със същото име, който представлява първоначалния албум плюс още 11 песни. Песните за албума Degradation Trip са написани скоро след смъртта на Лейн Стейли и са посветени на него. Песента She Was My Girl излиза в саундтрака на Спайдър-Мен през 2002 г.
Трети солов албум на Джери се очаква през 2006 г. Джери обаче спира да работи по него, за да се съсредоточи върху свиренето с Алис ин Чейнс, когато групата се събира отново за турне.

## Други проекти
Джери Кантрел свири като гост китарист в албуми на други музиканти и групи, като например албума Blackacidevil на Данциг и Garage Inc на Металика.
През 2004 Джери Кантрел и Били Дъфи от Кълт сформират супергрупата Cardboard Vampyres. Те свирят кавъри по клубовете на Западното крайбрежие в САЩ, не са издали албум и групата официално не се е разпаднала.
През 2005 г. Джери свири за албума на Ози Озбърн Under Cover.

## Работа по филми
През 1992 г. Джери Кантрел, като член на „Алис ин Чейнс“, участва в саундтрака на филма „Singles“ с песните „It Ain't Like That“ и „Would?“
През 1993 г. Джери участва като музикант в създаването на филма „Last Action Hero“.
През 1994 г. излиза филмът Clerks, в който е включена написаната от Джери Кантръл песен „Got Me Wrong“. През същата година излиза и „Street Fighter II“ с песента Them Bones. Същата песен през 2004 г. се използва във филма „Riding Giants“.
През 1996 г. Джери участва като актьор в ролята на Jesus of CopyMat във филма „Jerry Maguire“.
През 1996 г. Джери написва, изпълнява и продуцира песнета „Leave Me Alone“ за комедията Кабелджията.
През 2000 г. „Man in the Box“ е включена във филма „The Perfect Storm“.
През 2001 г. излиза филмът „Black Hawk Down“ с написаната от Джери Кантрел песен „Right Turn“.
През 2004 г. Джери Кантрел, заедно с група „Damageplan“, пише песента „Ashes to Ashes“ за филма The Punisher. Песента е включена както в саундтрака на филма, така и като бонус трак към японското издание на албума „New Found Power“ на „Damageplan“
През 2019 г. „Would“ е включена в трейлъра за втория сезон на сериала The Punisher.

## Инструменти
Джери Кантрел свири на китари G&L, Dean и Gibson Les Paul. Dean изработват негов собствен (signature model) модел, който се основава на моделът му Les Paul. Всички песни за втория албум на Джери, Degradation Trip, са записани с бял Les Paul в дома му в Сиатъл.
Използва усилватели Bogner Überschall и Friedman разработват модел за него. Притежава също така и рядък модел Bogner Fish Pre-amp, както и моделите Shiva и Ecstasy. Еди Ван Хален му е подарил Peavey 5150.

## Награди
През юли 2006 Джери Кантрел е избран за Riff Lord от британското списание Metal Hammer по време на връчването на годишните награди Golden Gods Awards в London Astoria. Други музиканти, номинирани за титлата в същата година, са били Слаш, Джеймс Хетфийлд и Джими Пейдж.